# Mæhren-Schlesien
Regionen  Mæhren-Schlesien  (tjekkisk:  Moravskoslezský kraj ) er en administrativ region i Tjekkiet, beliggende i den nordøstlige del af det historiske Mæhren og i størstedelen af det tjekkiske Schlesien. Regionens administrationsby er Ostrava; Den har 6 distrikter med i alt 299 kommuner. Der er ca. 54 km fra nord til syd, og 133 km fra vest til øst. Regionen grænser til regionerne Olomouc (i vest) og Zlín (i syd). Den grænser også til to andre lande – Polen i nord og Slovakiet i øst.

## Distrikter
| Statistiske oplysninger 2002 | Statistiske oplysninger 2002 | Statistiske oplysninger 2002 | Statistiske oplysninger 2002 | Statistiske oplysninger 2002 |
| ---------------------------- | ---------------------------- | ---------------------------- | ---------------------------- | ---------------------------- |
|                              |                              |                              |                              |                              |
| Distrikt                     | Areal i km²                  | Indbyggere1)                 | Gennemsnitsalder             | Kommuner                     |
| Bruntál                      | 1.658                        | 104.480                      | 37,5                         | 71                           |
| Frýdek-Místek                | 1.273                        | 226.592                      | 38,6                         | 77                           |
| Karviná                      | 347                          | 277.244                      | 38,4                         | 16                           |
| Nový Jičín                   | 918                          | 159.473                      | 37,8                         | 57                           |
| Opava                        | 1.144                        | 180.769                      | 38,5                         | 80                           |
| Ostrava-město                | 214                          | 314.102                      | 39,0                         | 1                            |

1)pr.31. december 2005

Andel af Bruttonationalproduktet (2001): 10,4 %
Arbejdsløshedsprocent(2006): 10,19 %

## Større byer
| By                     | Indbyggere (31. december 2005) |
| ---------------------- | ------------------------------ |
| Ostrava                | 310.078                        |
| Havířov                | 84.427                         |
| Karviná                | 63.385                         |
| Frýdek-Místek          | 59.682                         |
| Opava                  | 59.426                         |
| Třinec                 | 37.841                         |
| Orlová                 | 33.717                         |
| Nový Jičín             | 26.271                         |
| Český Těšín            | 25.913                         |
| Krnov                  | 25.282                         |
| Kopřivnice             | 23.314                         |
| Bohumín                | 23.028                         |
| Bruntál                | 17.568                         |
| Hlučín                 | 14.201                         |
| Frenštát pod Radhoštěm | 11.201                         |
| Studénka               | 10.261                         |
| Frýdlant nad Ostravicí | 9.698                          |
| Rýmařov                | 8.943                          |
| Příbor                 | 8.764                          |
| Bílovec                | 7.511                          |
| Odry                   | 7.349                          |